# Idiotephria amelia
Idiotephria amelia là một loài bướm đêm trong họ Geometridae.